# مانوئلا براوو
مانوئلا براوو (به انگلیسی: Manuela Bravo) (زاده ۷ دسامبر ۱۹۵۷) خواننده پرتغالی است.
او نماینده پرتغال در یوروویژن ۱۹۷۹ بود.